# Dichromatos schrottkyi
Dichromatos schrottkyi är en insektsart som först beskrevs av Rehn, J.A.G. 1918.  Dichromatos schrottkyi ingår i släktet Dichromatos och familjen gräshoppor. Inga underarter finns listade i Catalogue of Life.